# Linnuse (Muhu)
Linnuse is een plaats in de Estlandse gemeente Muhu, provincie Saaremaa. De plaats heeft de status van dorp (Estisch: küla).

## Bevolking
Het dorp had 73 inwoners op 31 december 2011 en 81 inwoners op 31 december 2021.

## Ligging
De plaats ligt aan de westkust van het eiland Muhu. Het is de plaats waar de dam van het eiland Muhu naar het eiland Saaremaa begint.
Bij Linnuse staat een standerdmolen, de Eemu tuulik, die sinds 1980 openstaat voor bezoekers.

## Geschiedenis
Linnuse werd voor het eerst genoemd in 1645 onder de naam Linnus. Het dorp viel oorspronkelijk onder de Wacke Nurms (Nurme). Een Wacke was een administratieve eenheid voor een groep boeren met gezamenlijke verplichtingen. Na 1750 viel het dorp onder het landgoed Nurms.

## Foto's

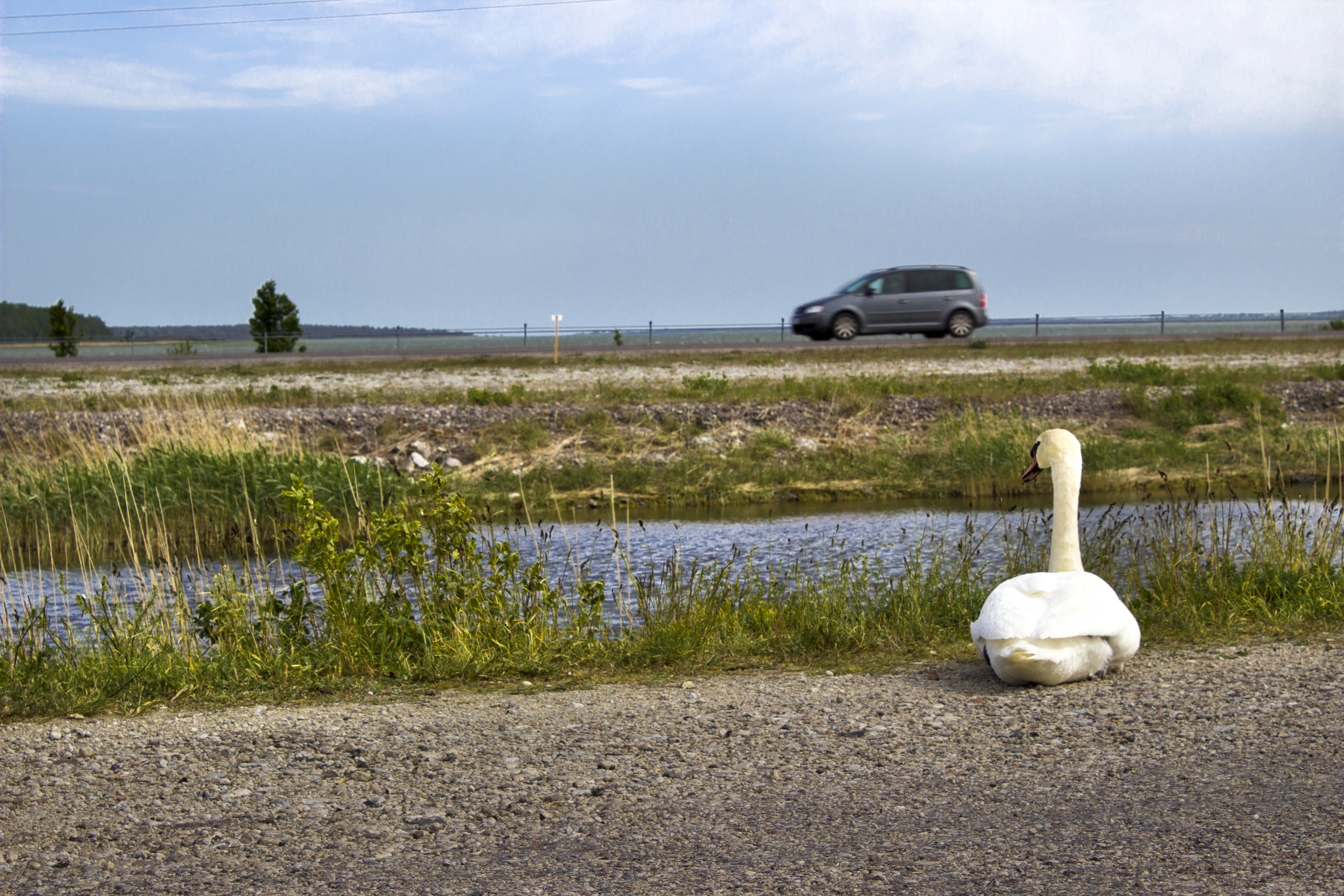
De dam tussen Muhu en Saaremaa
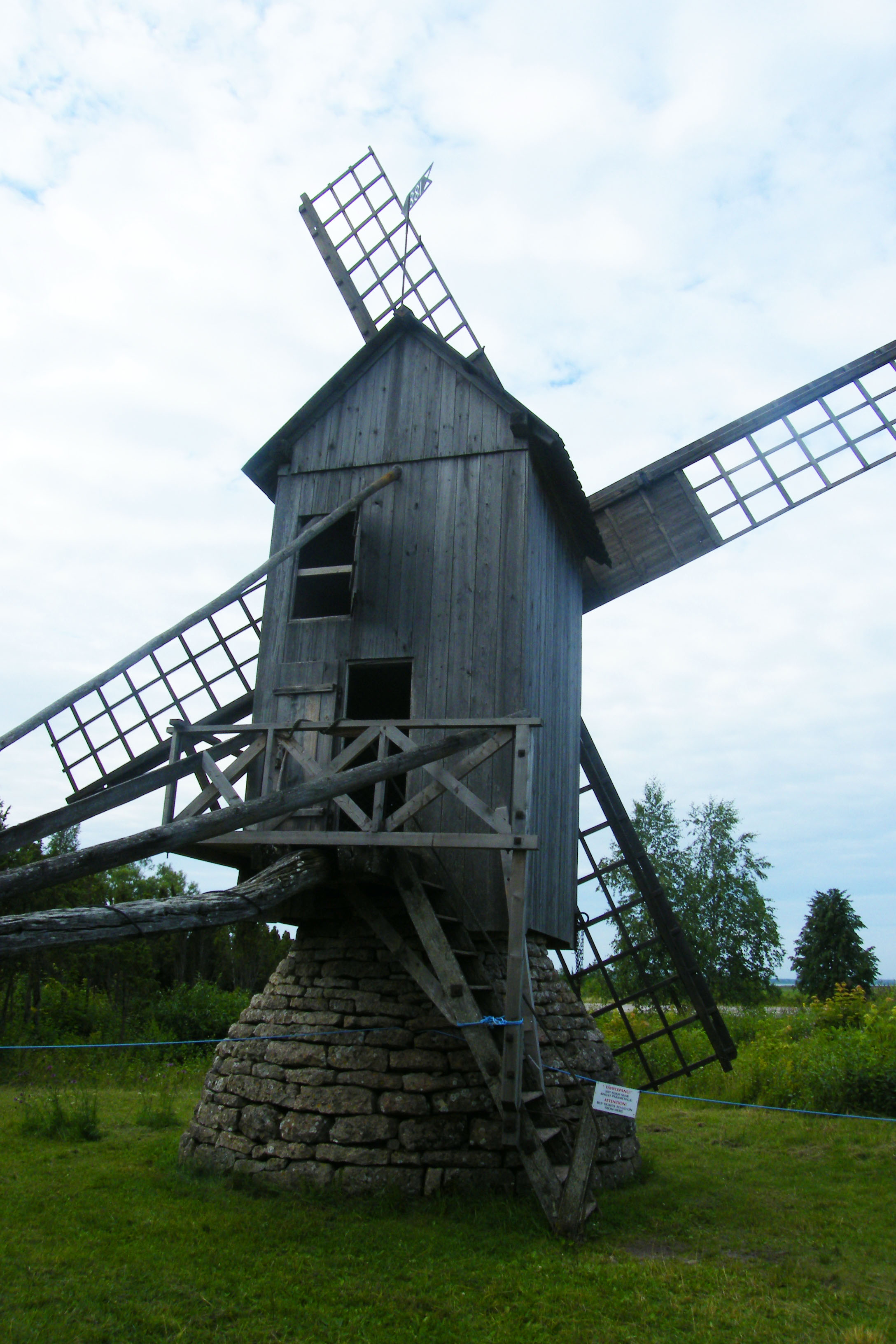
Windmolen bij Linnuse